# José Antonio Hernández-Díez
José Antonio Hernández-Díez , nacido el año 1964 en Caracas, es un escultor, fotógrafo e instalador de Venezuela, que reside y trabaja entre Caracas, Venezuela y Barcelona, España. 

## Datos biográficos
José Antonio Hernández-Diez estudió en el Centro de Formación Cinematográfica de Caracas. 

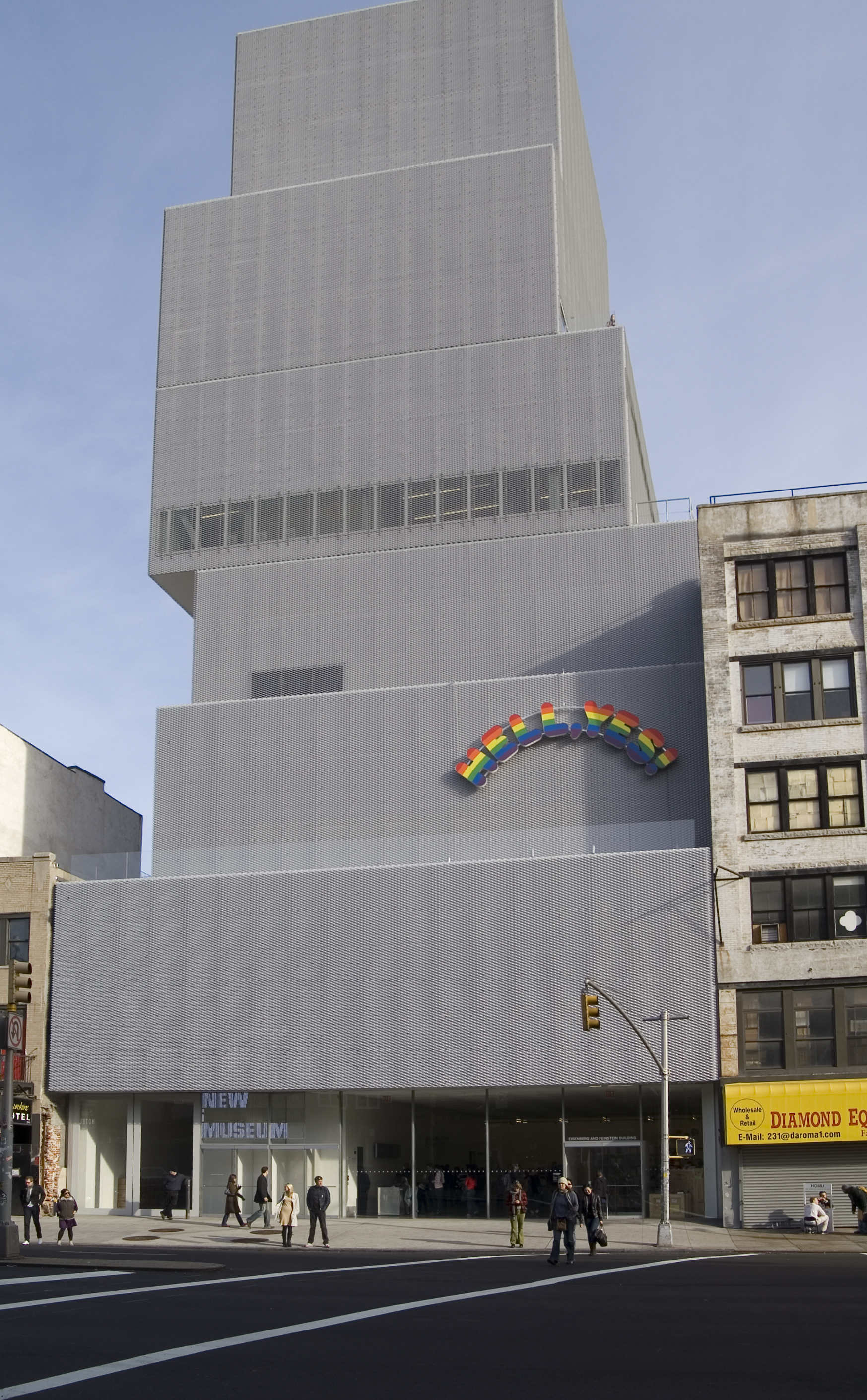
Fachada del New Museum, donde fue presentada la retrospectiva del artista.

Su obra ha sido incluida en numerosas exposiciones, incluyendo la Bienal de Venecia de 2003 y la Carnegie International de 1999. Exposiciones individuales de su obra se han presentado desde 1991 en São Paulo, Nueva York, Madrid y Caracas, entre muchos otros lugares. 
Hernández-Díez también tuvo una gran exposición retrospectiva que viajó a una serie de museos como el New Museum de Nueva York, SITE Santa Fe y el Instituto de Arte Contemporáneo de Palm Beach, Florida, a lo largo de 2002 y 2003.
Hernández-Díez es parte de una nueva generación de artistas venezolanos que surgieron en la década de 1980.
Utiliza materiales de la "calle" , tales como monopatines, zapatillas de deporte, tocadiscos y otros equipos de audio y bicicletas, con el fin de desarrollar una iconografía personal centrado en objetos familiares, en ocasiones domésticos. Lo común se hace extraordinario a través de la provocación de Hernández-Díez, el uso del humor negro y la variación de la escala. Manipula los objetos, a menudo físicamente reconfigurándolos de tal manera que invierte lo cotidiano con una resonancia filosófica y emocional. Elementos de su infancia venezolana se combinan con los que hacen referencia a la cultura pop más global.